# مفتي بنجويني

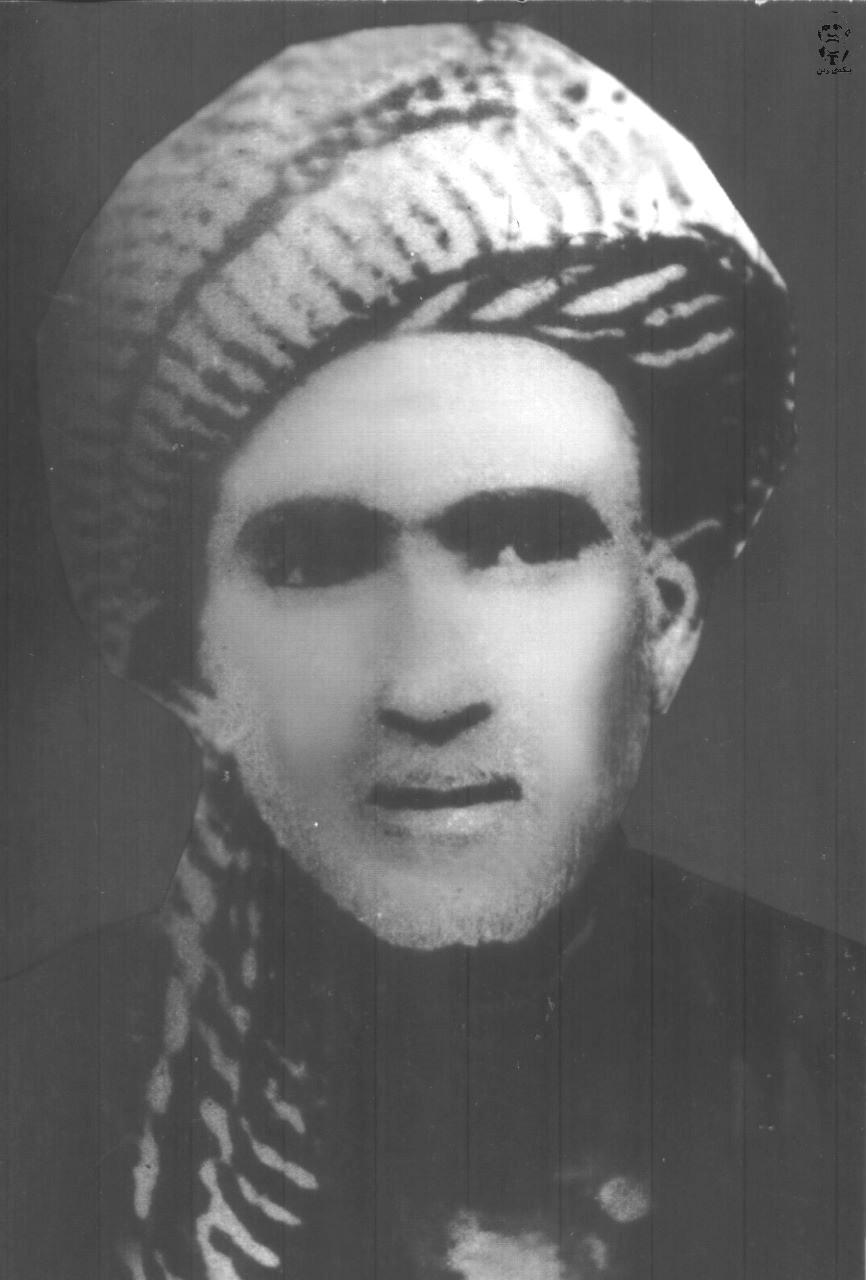
مفتي بنجويني

ملا عبد الله تتونجي أو مفتي بنجويني (باللغة الكردية: موفتي پێنجوێنی)، (1881 - 1952)، كان شاعرًا كرديًا. ولد المفتي في بنجوين، وهي بلدة تقع اليوم في كردستان العراق.